# دانیل ماریانو بوئنو
دانیل ماریانو بوئنو (به پرتغالی: Daniel Mariano Bueno) مهاجم اهل برزیل است که در شهر سائوپائولو و در تاریخ ۱۵ دسامبر ۱۹۸۳ به دنیا آمده‌است.
دانیل ماریانو بوئنو در تیم‌های فوتبال São Caetano سابقهٔ حضور دارد.